# Fitnesz (sport)

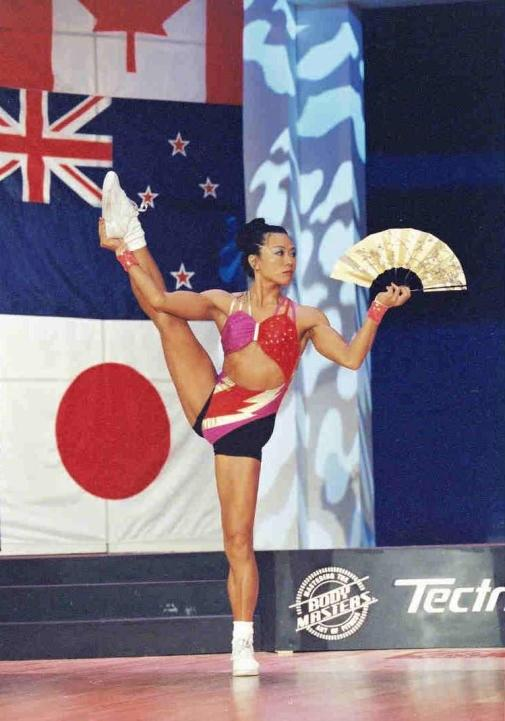
Fitneszverseny

A fitnesz (gyakran angolosan: fitness) olyan életforma, amely a jó fizikai erőnlétet, a szív, a tüdő és a vérkeringés tartós teljesítő-képességének fejlesztését, az egészséges életmódot és az esztétikus külsőt helyezi előtérbe. A wellnesstől alapvetően az különbözteti meg, hogy nagyobb szerepet kap benne az aktív, sportos időtöltés.
Az 1990-es évek közepén fitneszvilágbajnoki címet szerzett Béres Alexandra szerint: „A fitness elsősorban optimális fizikai és pszichikai működési harmóniát, szociális alkalmazkodóképességet, a mindennapok optimális cselekvő- és teljesítőképességét jelenti. Állapot, mozgalom és életforma.”
A fitnesz az 1980-as években kezdett szabadidős tevékenységből sportággá alakulni. A versenyeken a sportolók három számban, fürdőruhás illetve estélyi ruhás felvonulással, valamint önálló zenés gyakorlattal szerepelnek. Több irányzata is létezik, a női szépséget kidomborító hagyományosabb bemutatók mellett elterjedtek a testépítésre emlékeztető alakokat, kimunkált izomzatot díjazó versenyek is.

## Fitneszversenyek
A fitneszversenyek története 1984-ig nyúlik vissza. Először az Egyesült Államokban tartottak Ms. Fitness versenyt Wally Boyko amerikai üzletember kezdeményezésére és szervezésében.
Wally Boyko a fitnesz iparágban kezdte el karrierjét. Az ott versenyző hölgyek egy része nem akart olyan izomtömegre szert tenni, amelyre a body building versenyeken volt szükség, ezért kifogásolták, hogy nem létezik olyan verseny, ahol megmérettethetnek. Így Wallyt foglalkoztatni kezdte az új sportág gondolata. Körülnézett az aerobik, a gimnasztika, a torna és szépségversenyek világában. Ennek eredményeként Wally Boyko 1984-ben megalkotta a Ms. Fitness versenyt.
1989-re a Ms. Fitness versenyek fejlődésével elérkezett a pillanat, amikor a sportágnak saját szervezetre volt szüksége. Így jött létre 1991-ben az International Fitness Sanctionning Body (IFSB), mely a verseny szabályrendszerét is kidolgozta.
A 90-es évek elején Wally behozta a Ms. Fitness versenyeket Európába, melyhez elsőként Magyarország csatlakozott a Hargitai Győző által alapított Magyar Fitness Szövetségen keresztül és csaknem 10 évig az IFSB kötelékein belül versenyeztetett.